# Edward Lee Thorndike

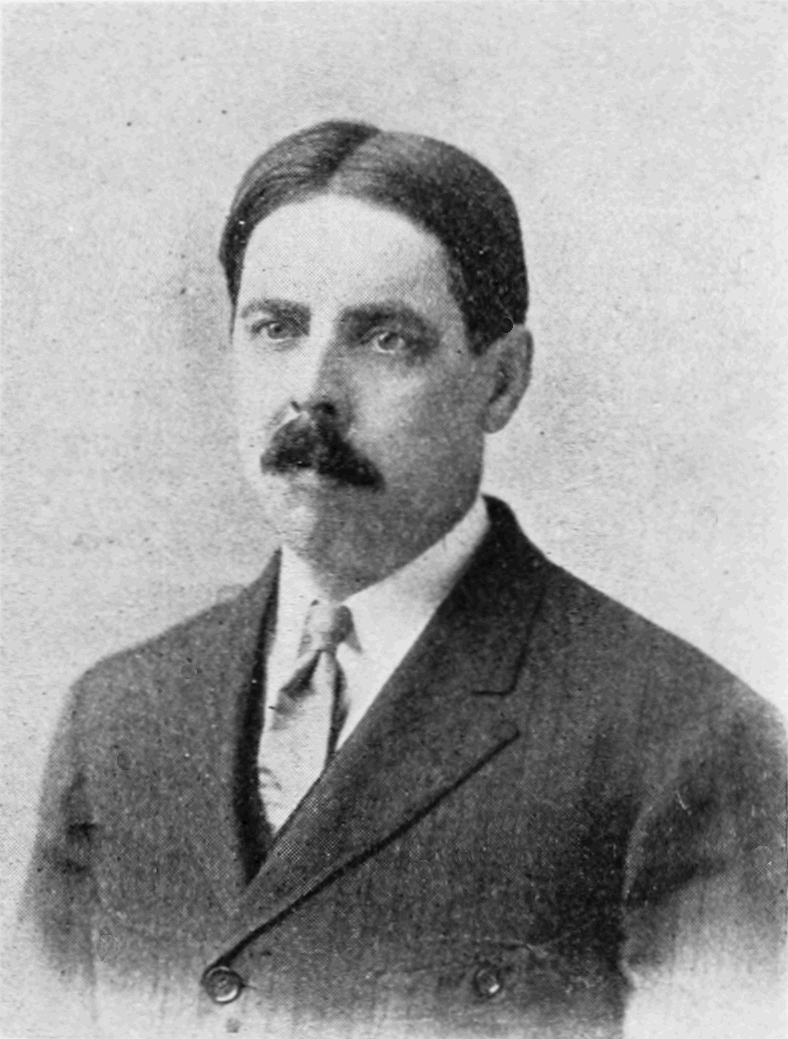
Edward Lee Thorndike (1912)

Edward Lee Thorndike (* 31. August 1874 in Williamsburg, Massachusetts, Vereinigte Staaten; † 9. oder 10. August 1949 in Montrose, New York) war ein US-amerikanischer Psychologe. Seine Verhaltensstudien an Tieren und die daraus abgeleitete Theorie vom Lernen durch Versuch und Irrtum beeinflussten spätere Theorien des Behaviorismus. Insbesondere unter Burrhus F. Skinner wurden seine Forschungsergebnisse wieder aufgegriffen und im Konzept der Operanten Konditionierung weiterverarbeitet.

## Leben
Thorndike studierte bis 1895 an der Wesleyan University und bis 1896 an der Harvard University. Seinen Doktorgrad erwarb er 1898 an der Columbia University mit einer Dissertation über Animal Intelligence. Für ein Jahr lehrte er danach an der Western Reserve University, bereits 1899 kehrte aber an die Columbia University zurück und unterrichtete Psychologie am Teachers College. An der Columbia University war er schließlich auch von 1904 bis 1940 als Professor tätig, zuletzt als Direktor der Fakultät für Psychologie. 1917 wurde er in die National Academy of Sciences, 1932 in die American Philosophical Society und 1934 in die American Academy of Arts and Sciences gewählt.
In einem Nachruf von Robert S. Woodworth in Science hieß es, bereits in seiner ersten Veröffentlichung – seiner Dissertation – habe Thorndike 1898 „als Pionier auf dem Gebiet der Laborstudien zum Lernen von Tieren“ nachgewiesen, dass solche Experimente „Licht werfen können auf zahlreiche schwierige Fragen der Psychologie“; zugleich habe er die bislang bekannten „Gesetze des Lernens“ um ein besonders wichtiges ergänzt, das Law of Effects.

## Lerntheorie nach Thorndike
Thorndike ist insbesondere bekannt für seine zahlreichen Studien mit dem sogenannten Problemkäfig („Puzzle Box“). Dieser bestand aus einer kleinen verschlossenen Kammer, deren Tür sich durch einen simplen Mechanismus öffnen ließ. Die Aufgabe des Versuchstieres bestand darin, diesen Mechanismus zu entdecken; beispielsweise musste es an einer Schnur ziehen, einen Hebel drücken, auf eine Plattform treten oder sogar verschiedene Kombinationen dieser Verhaltensweisen ausführen. Seine Probanden bestanden hauptsächlich aus hungrigen Katzen, Hunden oder Hühnern, die nach erfolgreicher Öffnung des Problemkäfigs mit Futter belohnt wurden.
Ein typisches Versuchstier erkundete zunächst scheinbar planlos den bis dahin unbekannten Käfig und zeigte meist erst nach langer Zeit jene Reaktion, die die Tür öffnete. Daher nahm Thorndike an, dass die erste richtige Reaktion des Tieres rein zufällig erfolgte. Hierzu fertigte er „Lernkurven“ an, indem er die Verweildauer der Versuchstiere in Abhängigkeit von der Anzahl der wiederholten Übungen grafisch darstellte. Er wollte auf diese Weise unter anderem herausfinden, ob die Tiere (vergleichbar mit einem „Aha-Erlebnis“) das Problem plötzlich zu lösen in der Lage sind – ob man ihnen also Einsicht zuschreiben kann – oder ob sie durch Versuch und Irrtum lernen.
Im Fall des einsichtigen Verhaltens müsste die Lernkurve sprunghaft, von einem Test zum folgenden, sich ändern, im anderen Fall allmählich. Thorndike fand heraus, dass Katzen graduell lernen, also durch Versuch und Irrtum.
Zudem wollte er untersuchen, ob die Tiere, nachdem sie erstmals die richtige Reaktion gezeigt hatten, diese Reaktion in einem zweiten Durchgang sofort wieder zeigen würden – ob sie also gelernt hatten, welche Reaktion in dieser Situation zu den befriedigenden Konsequenzen (zum Futter) führte. Tatsächlich stellte er fest, dass bei Wiederholung der Versuchsdurchgänge die Dauer bis zum Auftreten der „richtigen“ Reaktion von Durchgang zu Durchgang immer kürzer wurde. Thorndike erklärte diese Befunde auf Grundlage des Assoziationslernens und nahm daher an, dass die Stärke der S-R-Verbindung im Laufe der Untersuchungen zugenommen haben musste, wobei der Stimulus (S) der Innenraum des Problemkäfigs und die Reaktion (R) das Verhalten, das den Käfig zuvor öffnete, war. Als Grund für die zunehmende Stärke der Verbindung gab er die darauffolgenden positiven Konsequenzen an. Er meinte, das Futter habe die für das Entkommen nötigen Verhaltensweisen im Problemkäfig „verstärkt“ („strengthened“).
Ferner formulierte er in seiner Lerntheorie (1898) drei bedeutende Gesetzmäßigkeiten für das Lernen:
- Gesetz der (Aus-)Wirkung (Law of Effects): Wird in einer bestimmten Situation eine bestimmte Reaktion von befriedigenden Konsequenzen („Belohnung“) gefolgt, dann wird die Assoziation zwischen der Situation (den anwesenden Reizen / Stimuli) und der Reaktion gefestigt bzw. verstärkt. Kommt der Organismus erneut in diese oder eine ähnliche Reizsituation, wird er die Reaktion mit einer größeren Wahrscheinlichkeit als zuvor zeigen.
  - Der Umkehrschluss wird auch als Negative Law of Effect bezeichnet: Wird ein Verhalten in einer bestimmten Situation von negativen (aversiven) Konsequenzen gefolgt, sinkt die Auftretenswahrscheinlichkeit dieser Reaktion in der Situation.
- Gesetz der Bereitschaft (Law of Readiness): Es werden verschiedene Reaktionen verknüpft, um ein spezifisches Ziel zu erreichen.
- Gesetz der Übung (Law of Exercise): Je öfter eine Lernaufgabe wiederholt wird, desto eher kann man sich den Lernstoff einprägen.

Gemeinsam mit John B. Watson wurde Edward Thorndike zu einem der Begründer des Behaviorismus; in seinen theoretischen Überlegungen zur instrumentellen Konditionierung wurzelte die Lerntheorie von B. F. Skinner, und seine für Katzen entwickelten Problemkäfige waren ein Vorläufer der Skinner-Box.

## Weitere Forschungen
Thorndikes Überlegungen flossen in den 1930er Jahren ferner in Wörterbücher ein, die er für Kinder und junge Erwachsene zusammenstellte – und wurden als theoretischer Unterbau genutzt für den als Pädagogik missverstandenen, ermüdenden schulischen Drill der Schülerinnen und Schüler in der ersten Hälfte des 20. Jahrhunderts.
Mit Irving Lorge publizierte Thorndike 1940 eine Häufigkeitstabelle für auf Englisch geschriebene Wörter.
Thorndike war der erste, der die Andragogik (Erwachsenenbildung) empirisch untersuchte.
Thorndike war ein Anhänger der Eugenik.

## Schriften (Auswahl)
- An Introduction to the Theory of Mental and Social Measurements. The Science Press, New York 1904.
- Animal Intelligence: Experimental Studies. Macmillan, New York 1911.
- Edward L. Thorndike, Arthur I. Gates: Elementary Principles of Education. MacMillan, New York 1930.

## Belege
1. ↑  Laut Meyers-online und laut Lexikon der Naturwissenschaften, Spektrum Akademischer Verlag (1996), ist der 10. August der Todestag; laut Encyclopedia britannica ist es der 9. August.
2. ↑  Susanne Guski-Leinwand, Bernd Leplow, Maria von Salisch: Geschichte der Psychologie Strömungen, Schulen, Entwicklungen. 7., vollst. überarb. und erw.  Auflage. Stuttgart 2014, ISBN 978-3-17-026141-9, S. 126–137.
3. ↑  Animal Intelligence: An Experimental Study of the Associative Processes in Animals. In: The Psychological Review. Band 2, Nr. 4, 1898, S. 1–109.
4. ↑  Robert S. Woodworth: Edward Lee Thorndike: 1874–1949. In: Science. Band 111, Nr. 2880, 1950, S. 250–251, doi:10.1126/science.111.2880.250
5. ↑  George A. Miller: Wörter. Streifzüge durch die Psycholinguistik. Herausgegeben und aus dem Amerikanischen übersetzt von Joachim Grabowski und Christiane Fellbaum. Spektrum der Wissenschaft, Heidelberg 1993; Lizenzausgabe: Zweitausendeins, Frankfurt am Main 1995; 2. Auflage ebenda 1996, ISBN 3-86150-115-5, S. 303.

| Personendaten    | Personendaten                                    |
| ---------------- | ------------------------------------------------ |
| NAME             | Thorndike, Edward Lee                            |
| KURZBESCHREIBUNG | US-amerikanischer Psychologe                     |
| GEBURTSDATUM     | 31. August 1874                                  |
| GEBURTSORT       | Williamsburg (Massachusetts), Massachusetts, USA |
| STERBEDATUM      | 9. August 1949 oder 10. August 1949              |
| STERBEORT        | Montrose (New York), New York (Bundesstaat)      |